# Llano del Par
Llano del Par är en ort i Mexiko.   Den ligger i kommunen San Juan Tamazola och delstaten Oaxaca, i den sydöstra delen av landet, 300 km sydost om huvudstaden Mexico City. Llano del Par ligger 2 252 meter över havet och antalet invånare är 169.
Terrängen runt Llano del Par är huvudsakligen kuperad. Llano del Par ligger uppe på en höjd. Runt Llano del Par är det glesbefolkat, med 17 invånare per kvadratkilometer. Närmaste större samhälle är San Antonio Huitepec, 19,8 km söder om Llano del Par. I omgivningarna runt Llano del Par växer huvudsakligen savannskog.